# St.-Nikolaus-Kapelle (Mönchengladbach)

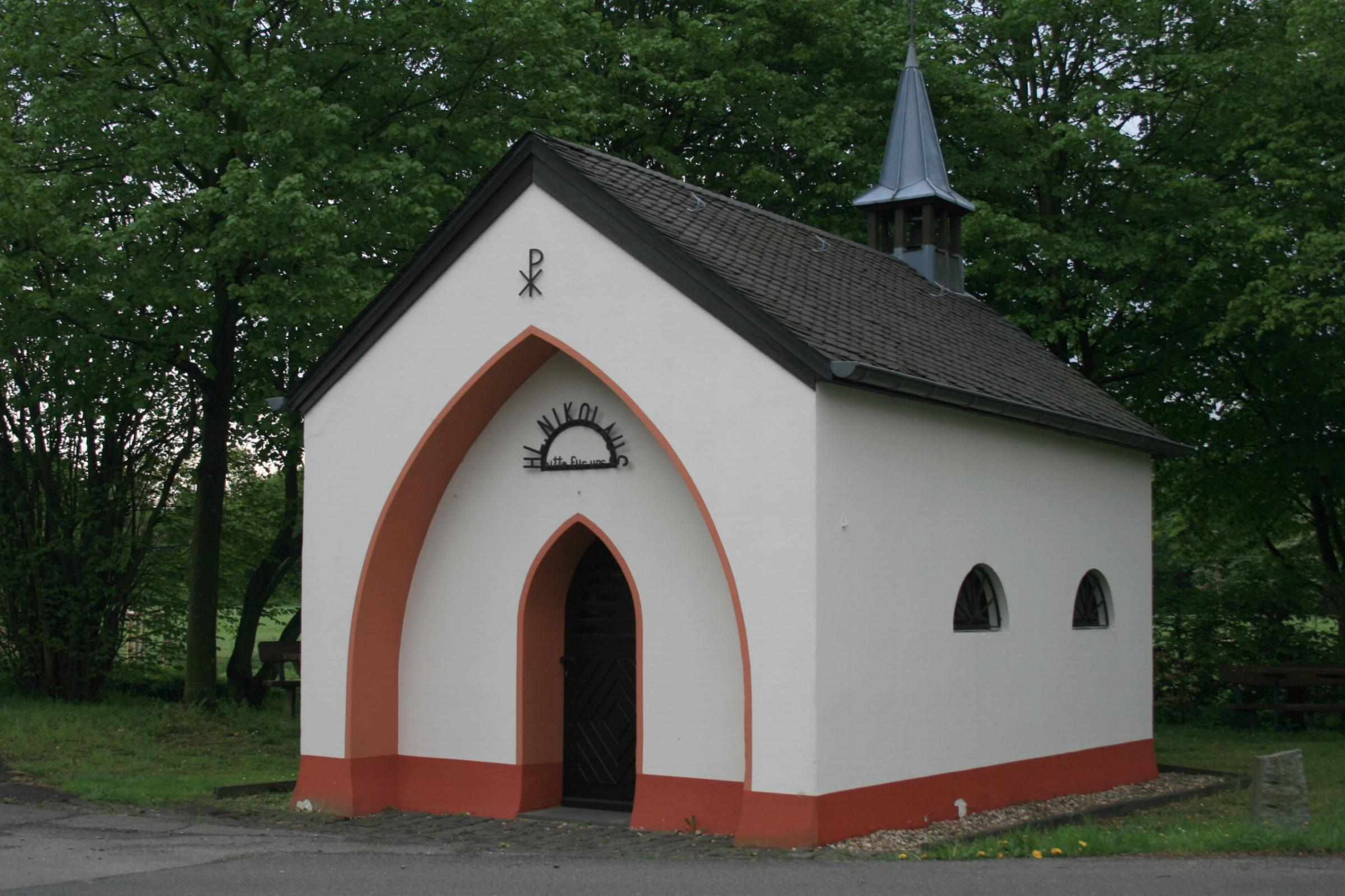
Kapelle (2011)

Die St.-Nikolaus-Kapelle An der Nikolauskapelle 48 steht im Dorf Piperlohof, Stadtteil Hardt von Mönchengladbach (Nordrhein-Westfalen) in der Feldgemarkung. Es wurde in der ersten Hälfte des 19. Jahrhunderts erbaut. Die Kapelle ist unter Nr. A 041 am 2. Juni 1987 in die Denkmalliste der Stadt Mönchengladbach eingetragen worden.

## Lage
Die in ländlicher Umgebung freistehende Kapelle St. Nikolaus liegt unweit des Piperlohofes an der Straße An der Nikolauskapelle, die Teil einer alten Verbindung zwischen Hardt und den Tillerhöfen in Viersen ist, an der Ecke zur Straße Piperlohof.

## Architektur
Der durchgehend weiß verputzte Backsteinbau ist weitgehend schmucklos. Ein farblos abgesetzter Sockel umläuft die ganze Kapelle. Die Fassade zeigt einen tief eingeschnittenen gedrückten Spitzbogen mit zurückliegendem Eingang. Darüber, halbkreisförmig angeordnet, eine aufgemalte Inschrift: Hl. Nikolaus bitte für uns. Unter dem Giebel ein Chrismon. Die Längsseiten zeigen je zwei Halbkreisfenster; die Kapelle schließt dreiseitig ab. Das Dach ist ziegelgedeckt und trägt auf dem hinteren Anfallpunkt einen Dachreiter mit Glöckchen. Die Nikolauskapelle stammt wohl im Kern aus dem 18. Jahrhundert.